# Abel Lafleur
Abel Lafleur (ur. 4 listopada 1875 w Rodès, zm. 27 stycznia 1953 w Boulogne-Billancourt) – francuski rzeźbiarz, twórca statuetki „Złotej Nike” wręczanej zwycięzcy mistrzostw świata piłki nożnej 1930-1970. W 1920 roku został kawalerem Legii Honorowej.